# 天野香久子
天野 香久子（あまの かくこ、本名：奥村こと子、1904年〈明治37年〉3月7日 - 没年不明）は元宝塚少女歌劇団花組主演男役クラスの人物。大阪府大阪市東区（現・中央区）玉造出身。特技はダンス。在団中は天才的なバレリーナといわれていた。

芸名は小倉百人一首の第2番：持統天皇の
から命名された。

## 略歴
- 1916年（大正5年）、宝塚歌劇団4期生として、宝塚少女歌劇団（現在の宝塚歌劇団）に入団。

- 1927年（昭和2年）6月頃、宝塚少女歌劇団を23歳で退団。

## エピソード
「血染めの舞踏靴（トウシューズ）」という、天野香久子にまつわる話がある。
天野が在団中には立派なトウシューズはまだ無く、直ぐに折れそうな粗悪なトゥシューズしかなかった。けれども、天野は平気でその粗悪で危険なトウシューズを履いて日夜猛練習を重ねていたために、いつも足の爪が破れて、真っ赤な血が粗悪で危険な白色のトウシューズをどろどろに彩っていた。天野がトウシューズで歩いたあとは血で床に印がついたという。

## 宝塚少女歌劇団時代の主な出演
- 『罰』（1920年3月20日 - 5月20日、宝塚新歌劇場〈公會堂劇場〉）
- 『ネヴヰーライフ』（第一部）（1921年7月20日 - 8月31日、宝塚新歌劇場〈公會堂劇場〉）
- 『盲目と僧』（花組）（1922年8月1日 - 9月10日、宝塚新歌劇場〈公會堂劇場〉）
- 『すくなびこな』『龍井寺由來』（花組）（1923年4月11日 - 5月10日、宝塚新歌劇場〈中劇場〉）
- 『マルチンの望』（花組）（1923年9月25日 - 10月24日、宝塚新歌劇場〈中劇場〉）
- 『諧謔』（花組）（1924年5月1日 - 5月21日、宝塚新歌劇場〈中劇場〉）
- 『鼎法師』（花組）（1924年11月1日 - 11月30日、宝塚大劇場）
- 『阿含焔』『鐘曳』（花組）（1925年2月1日 - 2月28日、宝塚大劇場）
- 『二人袴』（花組）（1925年12月1日 - 12月28日、宝塚大劇場）
- 『幻』『煙草から』（花組）（1926年3月1日 - 3月31日、宝塚大劇場）
- 『起居舞』（花組）（1926年5月1日 - 5月31日、宝塚大劇場）
- 『殿様落ちた』『眞夏の夜の夢』（花組）（1926年9月1日 - 9月30日、宝塚大劇場）
- 『篁詫狀文』『慈光』（花組）（1927年3月1日 - 3月31日、宝塚大劇場）